# Tucan cu cioc curcubeu
Tucanul cu cioc curcubeu (Ramphastos sulfuratus) este o specie de pasăre piciformă din familia tucanilor și pasărea națională a statului Belize. Specia este întâlnită în junglele tropicale din sudul Mexicului până în Ecuador. Este o pasăre omnivoră de pădure care se hrănește cu fructe, semințe, insecte, nevertebrate, șopârle, șerpi, păsări mici și ouăle lor.

## Taxonomie și sistematică
Sunt recunoscute două subspecii:
- Ramphastos sulfuratus sulfuratus (Lesson, 1830)
- Ramphastos sulfuratus brevicarinatus (Gould, 1854)

## Descriere

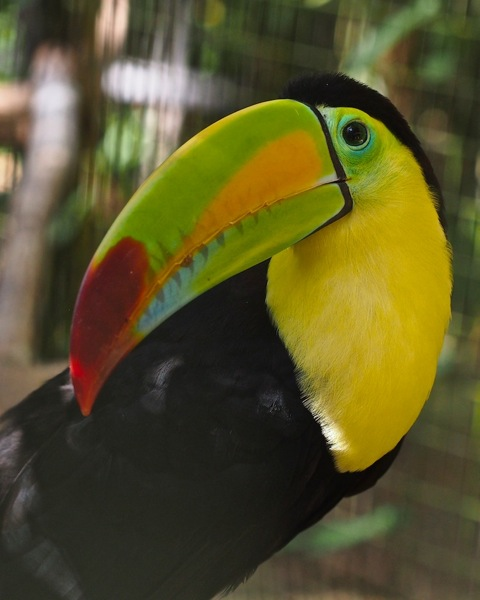
Ramphastos sulfuratus

Incluzând și ciocul, tucanul cu cioc curcubeu are o lungime cuprinsă între 42 și 55 cm. Ciocul său mare și colorat măsoară în medie 12-15 cm, aproximativ o treime din lungimea sa. De obicei, cântărește aproximativ 380-500 g. În timp ce ciocul pare mare și greoi, acesta este de fapt un os spongios, gol, acoperit cu cheratină, o proteină foarte ușoară și dură.
Penajul tucanului cu cioc curcubeu este în principal negru, cu gâtul și pieptul galbene. Năpârlirea are loc o dată pe an. Are picioare albastre și pene roșii la vârful cozii. Ciocul este în principal verde, cu un vârf roșu și laturi portocalii.
Tucanii cu cioc curcubeu au picioare zigodactile (sau picioare cu degetele 2 și 3 orientate înainte, iar degetele 1 și 4 orientate înapoi) – două degete orientate înainte și două orientate înapoi. Deoarece tucanii petrec o mare parte din timp în copaci, acest lucru ajută păsările să rămână pe ramurile copacilor și să sară de pe o ramură pe alta.

## Comportament
La fel ca mulți alți tucani, tucanii cu cioc curcubeu sunt păsări foarte sociabile, rareori văzute singure. Zboară în stoluri mici de aproximativ șase până la doisprezece indivizi prin pădurile tropicale de câmpie. Zborul lor este lent și ondulat, constând în bătăi rapide ale aripilor (șase până la zece), apoi o alunecare în care ciocul păsării se întinde în față și coboară în jos, ca și cum ar trage restul păsării. Picioarele lor sunt ridicate în față în timpul zborului. Distanțele de zbor sunt de obicei scurte. Aceștia trăiesc împreună în grupuri, adesea împărțind spații de locuit înghesuite în găuri din copaci. Există o structură familială în cadrul grupului. Păsările se „duelează” adesea între ele folosindu-și ciocurile și își aruncă fructele în gură una alteia.

### Reproducere
Femela tucanului cu cioc curcubeu depune 1-4 ouă albe într-o cavitate naturală sau deja făcută în copac. Masculul și femela împart îngrijirea ouălor, amândoi incubând pe rând. Ouăle eclozează la aproximativ 15-20 de zile după ce au fost depuse. După eclozare, masculul și femela hrănesc puii pe rând. Când ies din ou, puii nu au pene și au ochii închiși timp de aproximativ 3 săptămâni. Aceștia rămân în cuib timp de aproximativ opt până la nouă săptămâni, timp în care ciocurile lor se dezvoltă complet și sunt pregătiți să părăsească cuibul.

## Galerie

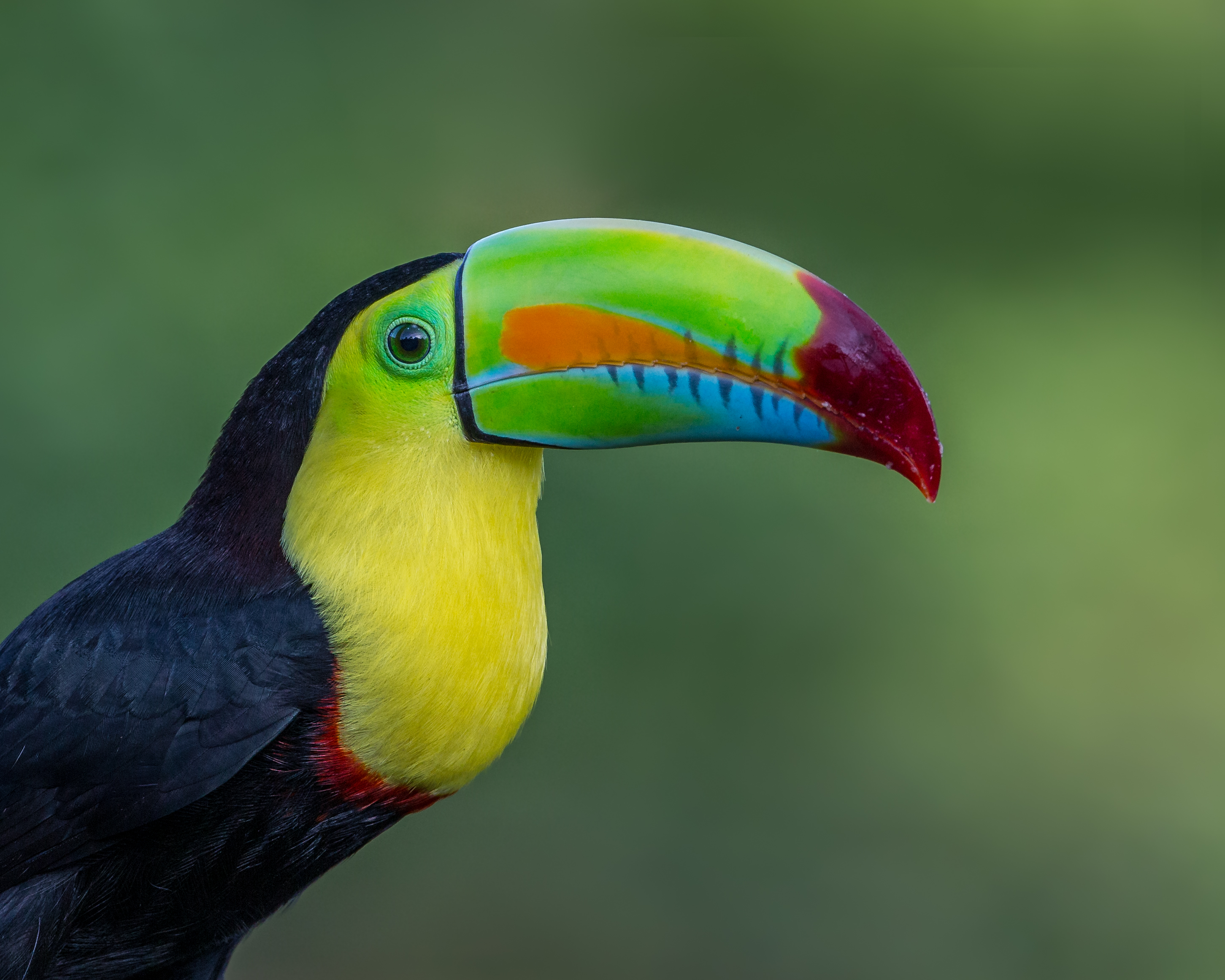
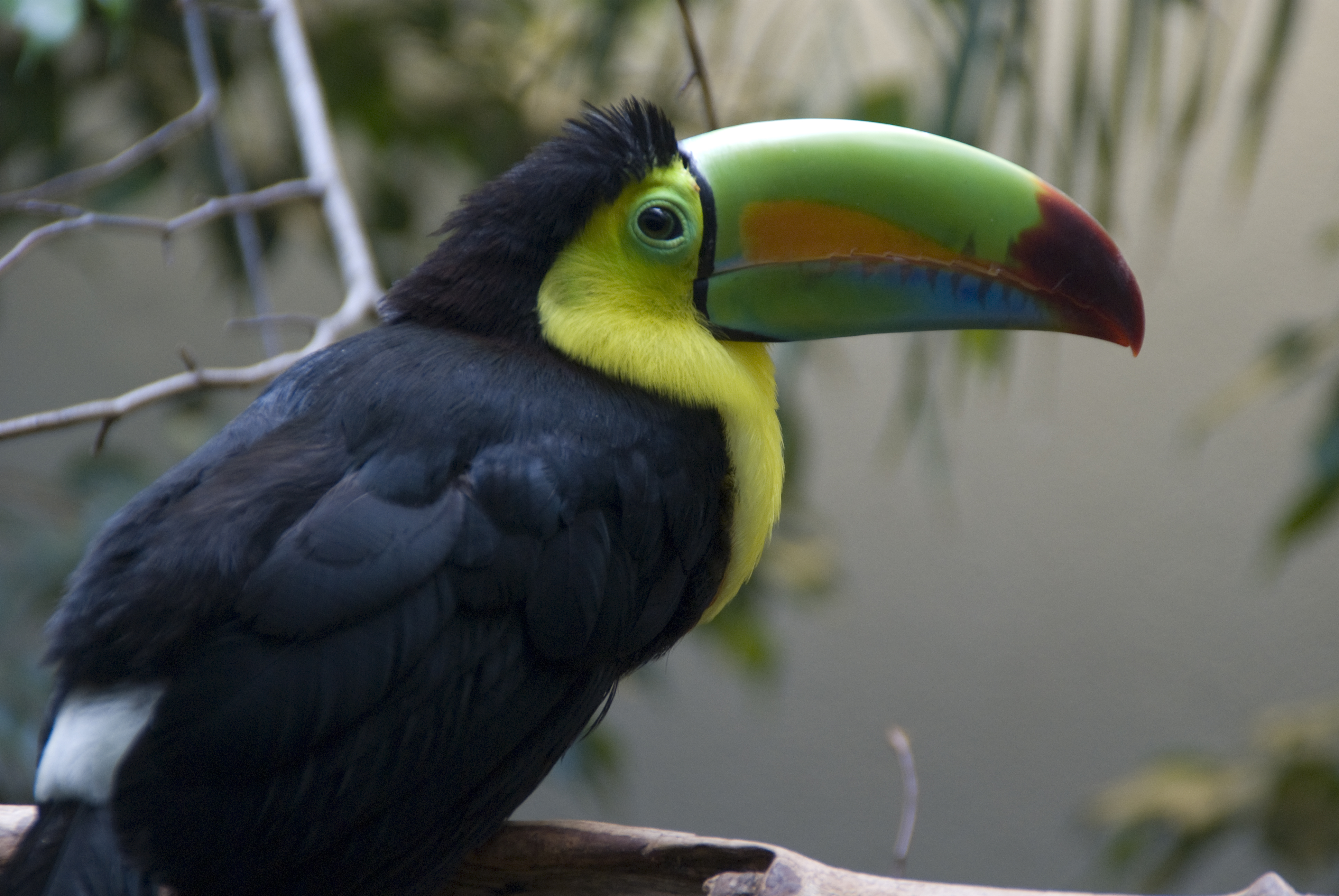
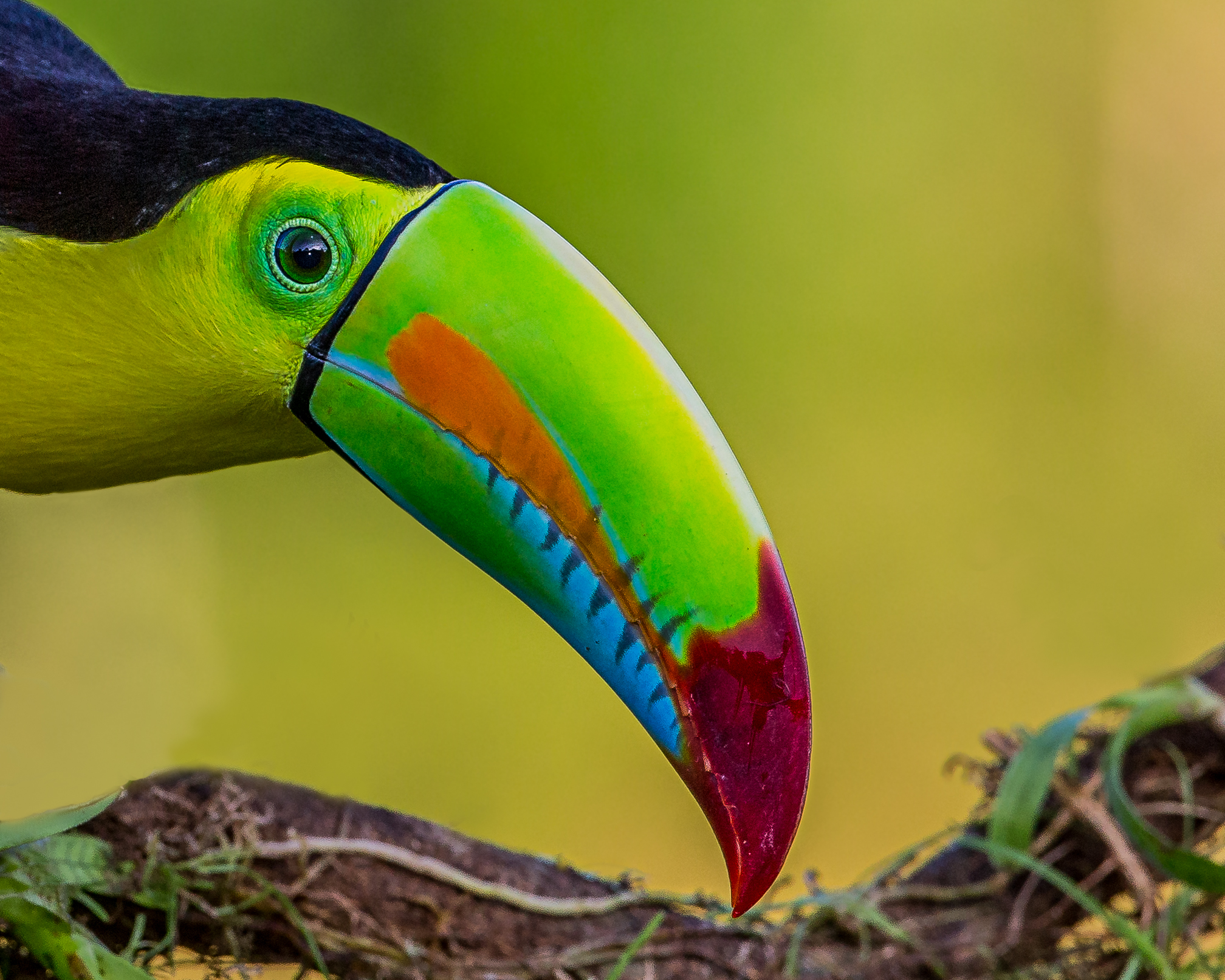
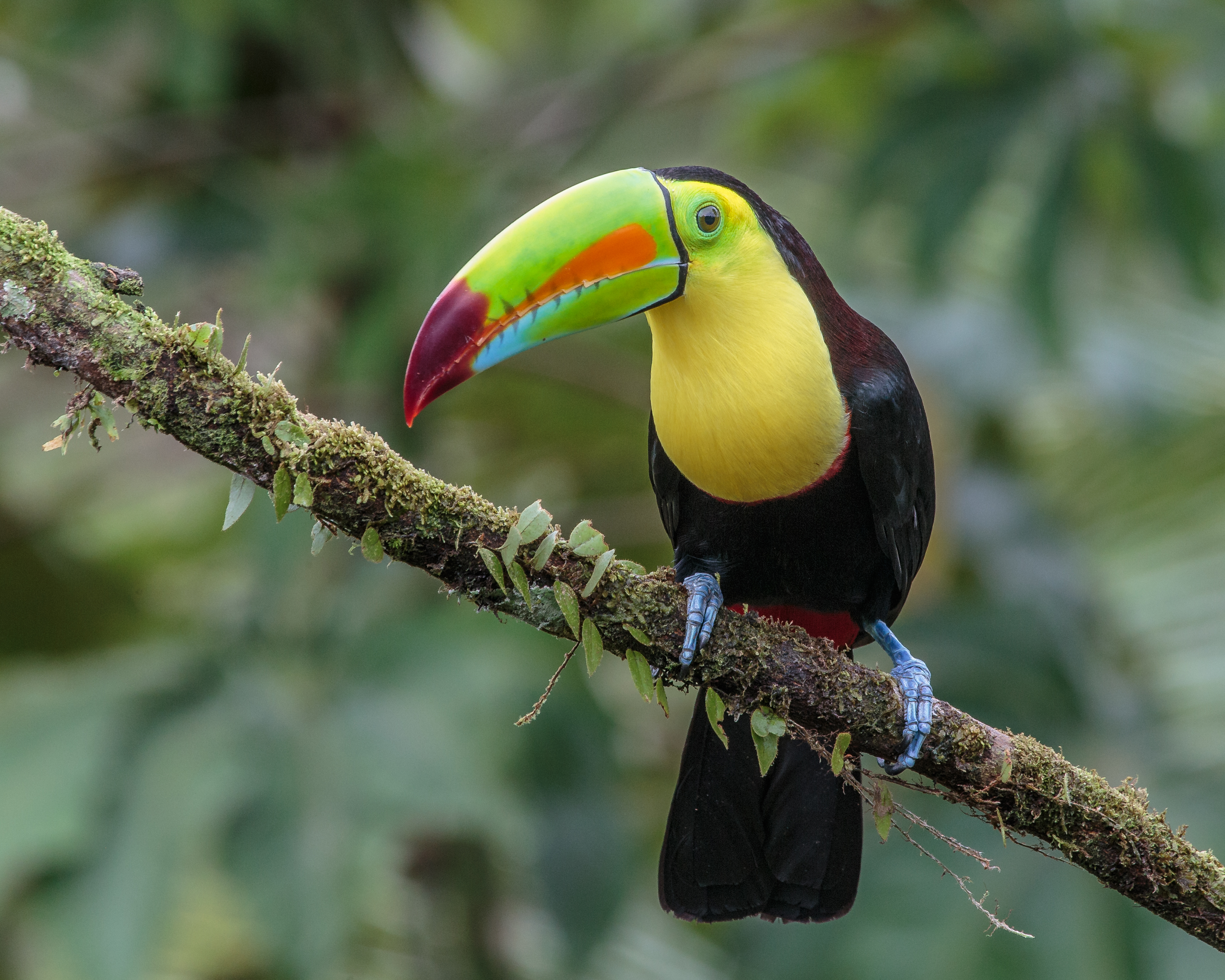
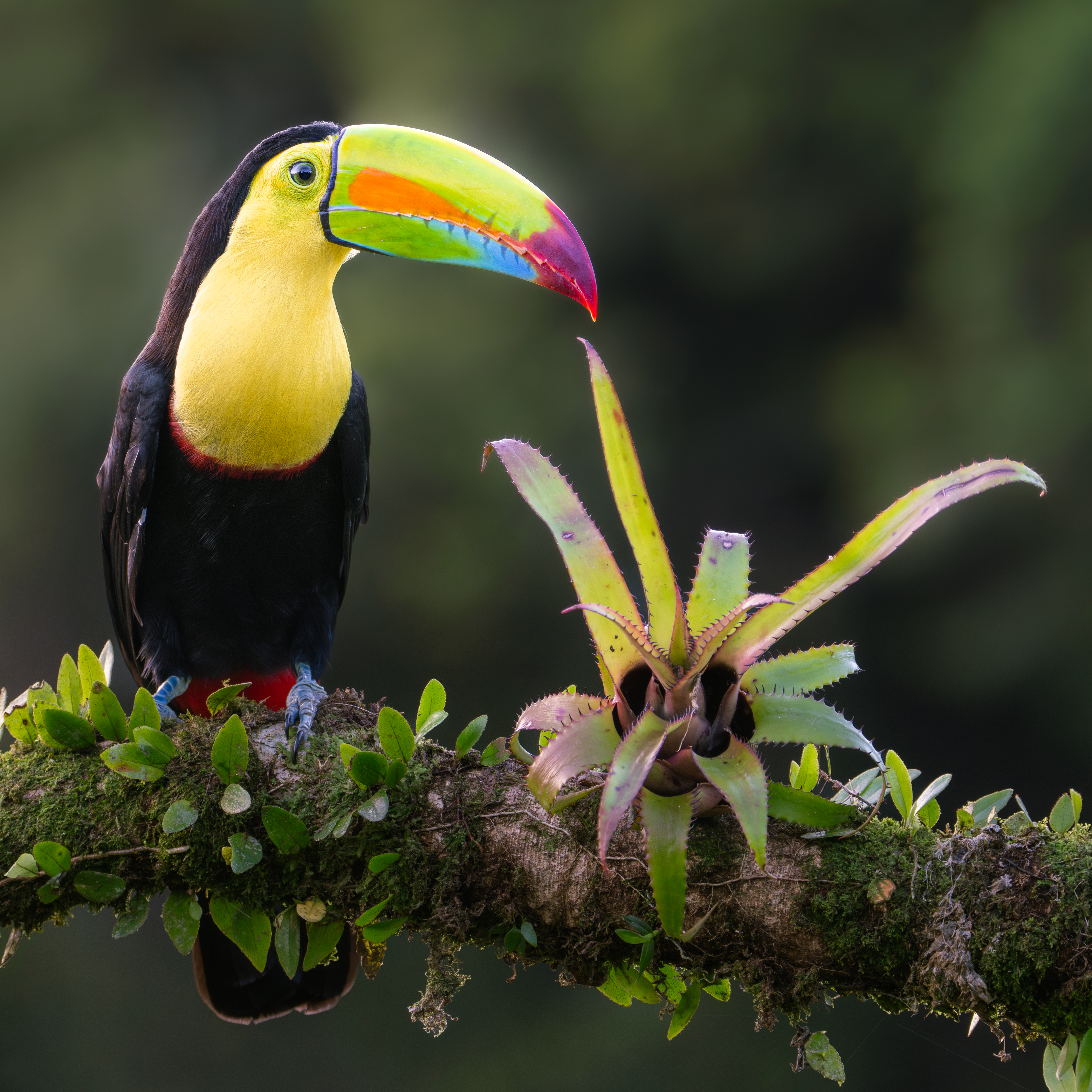
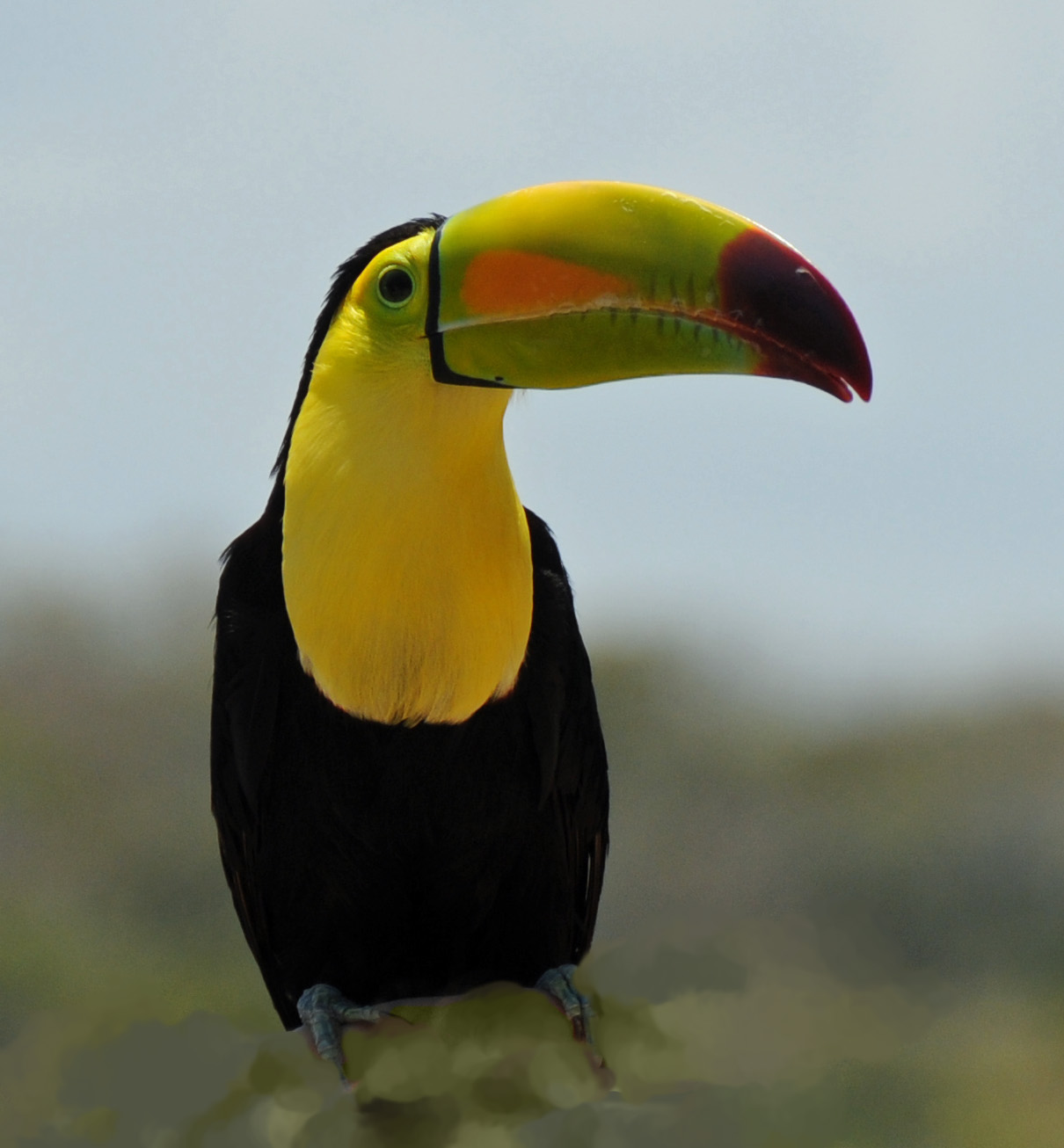
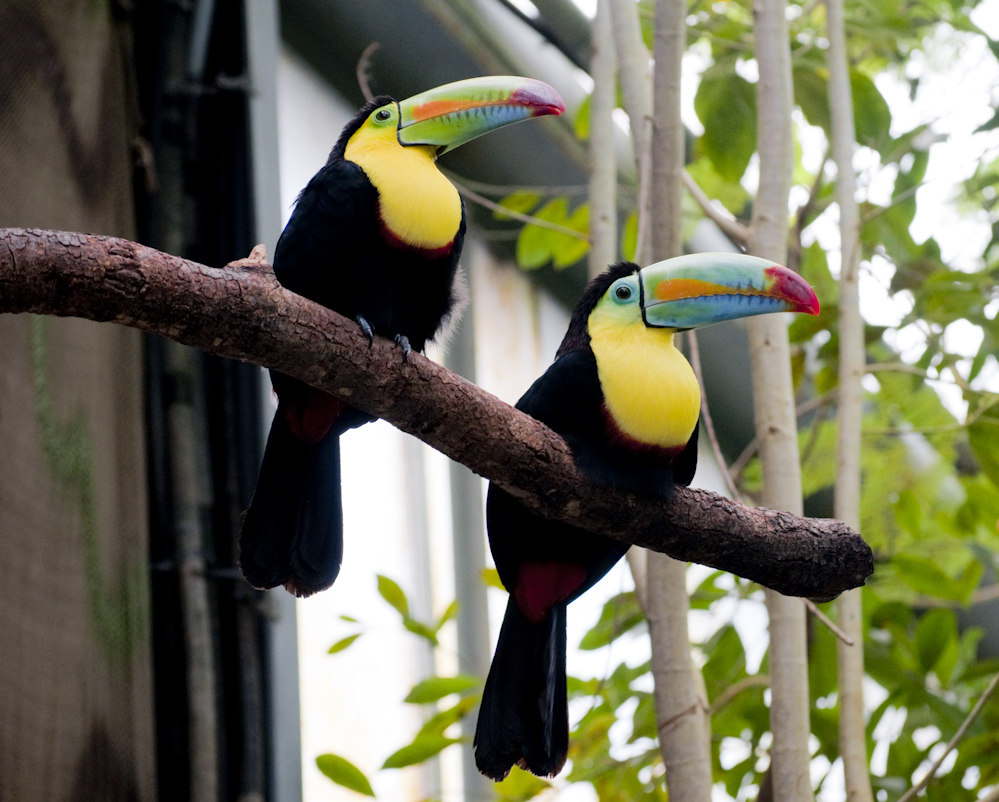
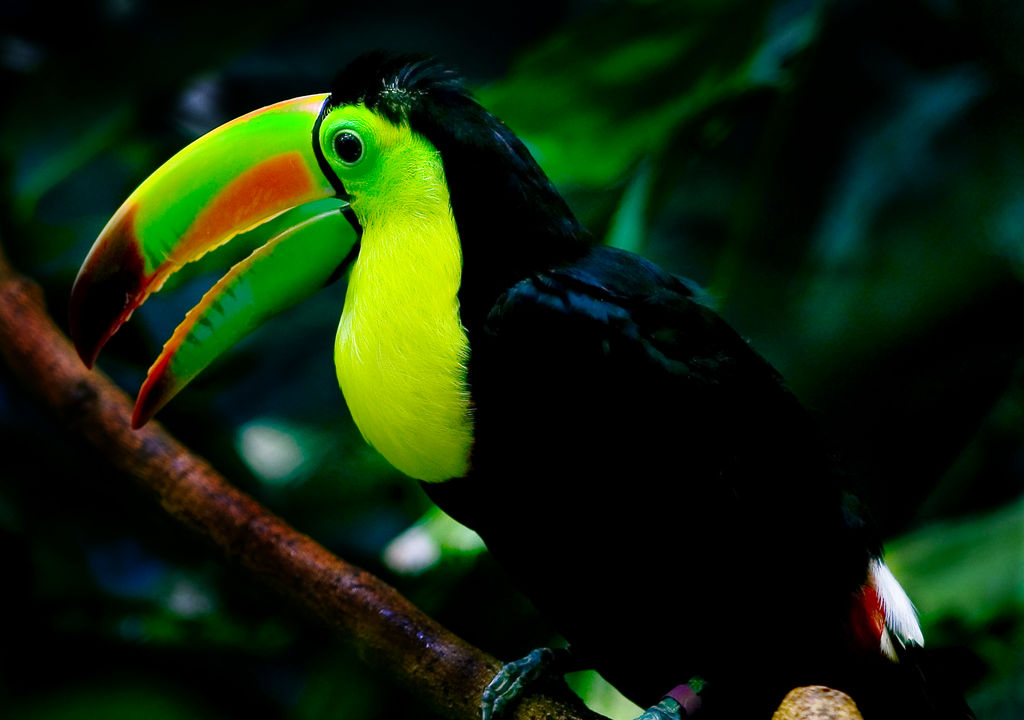